# داغستان ۲۲۹۷
سیارک ۲۲۹۷ (به انگلیسی: 2297 Daghestan، نامگذاری:1978RE) دو هزار و دویست و نود و هفتمین سیارک کشف شده‌است که در ۱ سپتامبر ۱۹۷۸ کشف شد.
قدر مطلق سیارک برابر ۱۱٫۰۰ است.